# Márton Bukovi
Márton Bukovi (Budimpešta, 10. prosinca 1903. – Sète, 2. veljače 1985.) mađarski nogometni reprezentativac i legendarni trener Građanskog i Dinama.

## Životopis
Bio je obrambeni igrač. Nastupao je za Ferencvárosi TC, Budimpeštu (1922-34). Igrao je centarhalfa. Bio je vrsni tehničar i imao je dobar pregled igre. Za mađarsku reprezentaciju nastupio je 11 puta (1926-30). 
Kao priznati nogometni trener pridonio je razvoju nogometa u Hrvatskoj. 
Bio je trener Građanskoga od 1935. do 1945. godine.
Bukovi je s Purgerima osvojio dva Prvenstva Kraljevine Jugoslavije, 1936./37. i 1939./40., Prvenstvo Banovine Hrvatske 1940. te dva Prvenstva Nezavisne Države Hrvatske: 1941. i 1943.
Bukovi je s pet osvojenih naslova državnog prvaka najuspješniji trener Građanskog i Dinama u povijesti.
U dva navrata vodio je zagrebački Dinamo. Prvi puta od 1945. do 1947. te od 1960. do 1961.
Bio je vrlo cijenjen među igračima i popularan među navijačima. 
Bukovija na službenim stranicama Dinama u članku pod naslovom Marton Bukovi - mađarski vizionar opisuju ovako: "Nogometni genij i inovator, tvorac modernog hrvatskog nogometa i najdugovječniji trener na klupi našeg kluba u kojem je proveo čak 4277 dana i osvojio 9 trofeja – najviše u povijesti."
Bio je trener slavne mađarske reprezentacije 1956-7, a vodio je i mađarske klubove MTK i Ujpest. Preminuo je 1985. godine.

## Citati
- "Volim Purgere kao svoje dijete. Zavolio sam Građanski i Zagreb." Márton Bukovi[1]

## Poveznice
- 1. hrvatski građanski športski klub Zagreb
- GNK Dinamo Zagreb

## Vanjske poveznice
- Povijest GNK Dinamo  Arhivirana inačica izvorne stranice od 29. studenoga 2018. (Wayback Machine)